# Bjelolist
Bjelolist (lat. Filago nom. cons.), rod od 47 vrsta i jednog hibrida trajnica iz porodice glavočika. Raširen je po velikmim područjima Euroazije, po sjevernoj Africi, zapadu SAD-a i u Meksiku.
Nekoliko vrsta raste i u Hrvatskoj, to su loptasti bjelolist (F. pyramidata) i vunasti ili germanski bjelolist (Filago germanica, pa mu otuda i ime.) Biljka poznata kao polegli bjelolist (sin. F. spathulata), isto je što i F. pyramidata.
Filago gallica (francuski bjelolist), sinonim je za Logfia gallica (L.) Coss. & Germ.

## Vrste
1. Filago abyssinica Sch. Bip. ex A. Rich.
2. Filago aegaea Wagenitz
3. Filago albicans Andrés-Sánchez, M. M. Mart. Ort. & E. Rico
4. Filago anatolica (Boiss. & Heldr.) Chrtek & Holub
5. Filago arenaria (Smoljan.) Chrtek & Holub
6. Filago argentea (Pomel) Chrtek & Holub
7. Filago arvensis L.
8. Filago asterisciflora (Lam.) Sw.
9. Filago carpetana (Lange) Chrtek & Holub
10. Filago castroviejoi Andrés-Sánchez, D. Gut. Larr., E. Rico & M. M. Mart. Ort.
11. Filago congesta Guss. ex DC.
12. Filago contracta (Boiss.) Chrtek & Holub
13. Filago cretensis (Gand.) Gand.
14. Filago crocidion (Pomel) Chrtek & Holub
15. Filago desertorum Pomel
16. Filago discolor (DC.) Andrés-Sánchez & Galbany
17. Filago duriaei Coss. ex Lange
18. Filago eriocephala Guss.
19. Filago eriosphaera (Boiss. & Heldr.) Chrtek & Holub
20. Filago filaginoides (Kar. & Kir.) Wagenitz
21. Filago fuscescens Pomel
22. Filago gaditana (Pau) Andrés-Sánchez & Galbany
23. Filago germanica L.
24. Filago griffithii (A. Gray) Andrés-Sánchez & Galbany
25. Filago hispanica (Degen & Herv.) Chrtek & Holub
26. Filago hurdwarica (Wall. ex DC.) Wagenitz
27. Filago inexpectata Wagenitz
28. Filago libyaca (Alavi) Greuter & Wagenitz
29. Filago longilanata (Maire & Wilczek) Greuter
30. Filago lusitanica (Samp.) P. Silva
31. Filago lutescens Jord.
32. Filago mareotica Delile
33. Filago mauritanica (Pomel) Dobignard
34. Filago micropodioides Lange
35. Filago palaestina (Boiss.) Chrtek & Holub
36. Filago paradoxa Wagenitz
37. Filago perpusilla (Boiss. & Heldr.) Chrtek & Holub
38. Filago pertomentosa F. Ghahrem. & Akhundz.
39. Filago petro-ianii Rita & Dittrich
40. Filago prolifera Pomel
41. Filago pygmaea L.
42. Filago pyramidata L.
43. Filago ramosissima Lange
44. Filago sahariensis Chrtek & Holub
45. Filago tyrrhenica Chrtek & Holub
46. Filago wagenitziana Bergmeier
47. Filago × mixta Holub

## Sinonimi
- Achariterium Bluff & Fingerh.; Fl. Germ. 2: 345 (1825), nom. superfl.
- Cymbolaena Smoljan.; Bot. Mater. Gerb. Bot. Inst. Komarova Akad. Nauk S.S.S.R. 17: 452 (1955)
- Evacidium Pomel; Nouv. Mat. Fl. Atl.: 287 (1875)
- Evacopsis Pomel; Nouv. Mat. Fl. Atl.: 41 (1874)
- Evax Gaertn.; Fruct. Sem. Pl. 2: 393 (1791)
- Filagopsis (Batt.) Rouy; Rouy & Foucaud, Fl. France 8: 166 (1903)
- Gifola Cass.; Bull. Sci. Soc. Philom. Paris 1819: 142 (1819)
- Gifolaria Pomel; Bull. Soc. Bot. France 35: 335 (1888)
- Impia Bluff & Fingerh.; Comp. Fl. German. 2: 342 (1825)
- Oglifa (Cass.) Cass.; Cuvier, Dict. Sci. Nat. ed. 2. 23: 564 (1822)
- Pseudevax DC. ex Steud.; Nomencl. Bot., ed. 2, 2: 405 (1841)
- xGiflifa Chrtek & Holub; Preslia 35: 12 (1963)